# Cecilio Martínez
Cecilio Martínez (Asunción, Paraguay; 1 de febrero de 1943) es un exfutbolista de Paraguay que jugaba en la posición de delantero centro.

## Carrera

### Club
| Periodo   | Club                 |
| --------- | -------------------- |
| 1960-1962 | Nacional de Paraguay |
| 1963      | Sao Paulo FC         |
| 1964      | CA Boca Juniors      |
| 1965      | Sao Paulo FC         |
| 1965      | Nacional de Paraguay |
| 1966-1968 | Club Guaraní         |
| 1969-1970 | CD Petrolero         |

### Selección nacional
Jugó para Paraguay en cinco ocasiones de 1961 a 1963 y anotó dos goles en la Copa América 1963 donde fue subcampeón.

## Logros
- Pequeña Copa del Mundo de Clubes (1): 1963
- Primera División de Argentina (1): 1964
- Primera División de Paraguay (1): 1967